# Charaxes hamatus
Charaxes hamatus är en fjärilsart som beskrevs av Herman Dewitz 1884. Charaxes hamatus ingår i släktet Charaxes och familjen praktfjärilar. Inga underarter finns listade i Catalogue of Life.